# Jewgienij Towstych
Jewgienij Wasiljewicz Towstych (ros. Евгений Васильевич Товстых; ur. 29 kwietnia 1905 w Petersburgu, zm. 1976 tamże) – rosyjski inżynier, wykładowca, rektor Leningradzkiego Instytutu Budowy Okrętów w Leningradzie (obecnie Petersburg), specjalista z technologii i budownictwa okrętowego. Doktor honoris causa Politechniki Gdańskiej 1965.

## Działalność naukowa i zawodowa
W 1933 r. ukończył studia wyższe w Mikołajewskim Instytucie Budowy Okrętów. W latach 1939–1941 był dyrektorem Bałtyckiej Stoczni Budowy Okrętów w Leningradzie, w latach 1941–1945 Stoczni Budowy Okrętów w Zielenogorsku w rejonie Petersburga. W 1945 r. został pierwszym rektorem Leningradzkiego Instytutu Budowy Okrętów, funkcję tę pełnił do 1976 r. W 1959 r. uzyskał doktorat.
Został wyróżniony na wniosek Wydziału Budowy Okrętów godnością doktora honoris causa Politechniki Gdańskiej w 1965 r., za nawiązanie i rozwój współpracy naukowo-badawczej między Leningradzkim Instytutem Budowy Okrętów i Politechniką Gdańską oraz umożliwienie wzajemnej wymiany studentów i pracowników naukowych.

## Ordery i odznaczenia
- „Zasłużony działacz nauki i techniki” Dagestańskiej Autonomicznej Socjalistycznej Republiki Radzieckiej (1965).